# 為你等
《為你等》是鄭秀文的第十二張個人專輯和第二張國語專輯，於1997年4月22日發行。推出後在台灣金曲龍虎榜秋季銷售排行榜停留達十七週之久，最高排名為季軍。在新加坡亦屬於長賣型，由同年四月熱賣到去八月，仍在新加坡十大中文銷量榜上，就算八月底跌出十大，往後日子仍然在二十名內徘徊。在1997年5月18日於華納旗艦店(台北市忠孝東路四段175號) 中午12點，舉行一場簽名會，並宣布於全省唱片行銷售排名為冠軍。及後，同年此專輯在台灣銷量突破60萬張。該專輯在1998年1月2日統計，新馬港台總銷量合共一百萬，新加坡售出五萬張，但由於專輯推出的時候，屬於新加坡盜版高峰期，故搶走了不少銷量。

## 專輯介紹

### 曲目資料
| 曲序     | 曲目                      |          | 作曲        | 编曲     | 备注                         | 时长  |
| -------- | ------------------------- | -------- | ----------- | -------- | ---------------------------- | ----- |
| 1.       | 癡癡為你等                | 莫凡     | 莫凡 蔡宗政 | 錢幽蘭   |                              | 4:54  |
| 2.       | 承諾                      | 許常德   | 黃中原      | 錢幽蘭   | 華視電視劇《施公奇案》片頭曲 | 4:47  |
| 3.       | 念念不忘                  | 廖瑩如   | 陳國華      | 錢幽蘭   | 粵語版本為《默契》           | 5:05  |
| 4.       | 征服愛                    | 徐李鳳   | 曾頌勤      | 鍾興民   |                              | 5:28  |
| 5.       | 口紅                      | 何啟弘   | 陳柏全      | 倪方來   |                              | 5:42  |
| 6.       | 關心                      | 美芮     | 林濛        | 錢幽蘭   | 粵語版為《關心》             | 5:12  |
| 7.       | 捨不得你（'97全新柔情版） | 李俊廣   | 林慕德      | 張翰群   | 新詞、新編曲                 | 5:03  |
| 8.       | 決定                      | 廖瑩如   | 戚小戀      | 鍾興民   |                              | 5:40  |
| 9.       | 來去自如                  | 丁曉雯   | 陳偉        | 王繼康   |                              | 4:16  |
| 10.      | 寂寞芳心                  | 何厚華   | 黃國倫      | 張翰群   |                              | 4:02  |
| 11.      | 體會                      | 廖瑩如   | 陳曉娟      | 錢幽蘭   |                              | 4:35  |
| 12.      | 完美                      | 黃桂蘭   | 黃國倫      | 屠穎     |                              | 4:35  |
| 总时长： | 总时长：                  | 总时长： | 总时长：    | 总时长： | 总时长：                     | 59:24 |

## 發行版本
- 香港版（1997）
- 台灣版（1997）
- 新加坡版（1997）
- 台灣第二版（1997）
- Compact Audio Cassette（1997）
- 台灣影音雙D精裝紀念版（1997）

## 音樂錄影帶
- 癡癡為你等
- 承諾
- 念念不忘
- 口紅

## 派台歌曲成績
| 歌曲       | 903 | RTHK | 997 | TVB | 備註 |
| 癡癡為你等 | 10  | 1    | 1   | 1   |      |

## 所獲獎項
- 有線YMC至尊榜總選《至尊最愛國語歌》 - 背叛
- Channel V《中文Top20榜中榜'97年歌曲》 - 痴痴為你等
- 台灣金曲龍虎榜國語榜《十大金曲》 - 痴痴為你等
- 國際唱片業協會《本地金唱片；為你等》

## IFPI唱片銷量榜
- 日期 位置 歌手 專輯
- 5-1 2 鄭秀文 為你等
- 5-8 3 鄭秀文 為你等
- 5-15 2 鄭秀文 為你等
- 5-22 6 鄭秀文 為你等
- 5-29 7 鄭秀文 為你等

## 臺灣IFPI銷量榜
- 日期 位置 歌手 專輯
- 27/4/1997 11  為你等 鄭秀文
- 4/5/1997 4  為你等 鄭秀文
- 11/5/1997 4  為你等 鄭秀文
- 18/5/1997 4 為你等 鄭秀文
- 25/5/1997 4 為你等 鄭秀文
- 1/6/1997 4 為你等 鄭秀文
- 8/6/1997 3 為你等 鄭秀文
- 15/6/1997 4 為你等 鄭秀文
- 22/6/1997 5 為你等 鄭秀文
- 29/6/1997 6 為你等 鄭秀文
- 6/7/1997 8 為你等 鄭秀文
- 13/7/1997 6 為你等 鄭秀文
- 20/7/1997 7 為你等 鄭秀文
- 27/7/1997 8 為你等 鄭秀文
- 3/8/1997 9 為你等 鄭秀文
- 10/8/1997 10 為你等 鄭秀文
- 17/8/1997 11 為你等 鄭秀文
- 24/8/1997 17 為你等 鄭秀文
- 31/8/1997 19 為你等 鄭秀文